# SC Caluire Saint-Clair
Der Sporting Club Caluire Saint-Clair ist ein französischer Fußballverein aus Caluire-et-Cuire, einer an Lyon angrenzenden Mittelstadt. Saint-Clair ist einer ihrer Stadtteile. Bedeutung hat der Verein durch seine Frauenfußballabteilung erlangt.

## Geschichte
Gegründet wurde der SCCSC im Jahr 1968, also in der Zeit, in der nicht nur in Frankreich der Frauenfußball eine Renaissance erfuhr, nachdem es bereits unmittelbar nach dem Ersten Weltkrieg französische Frauenmeisterschaften gegeben hatte. Im März 1970 legalisierte der Fußballverband FFF die Ausübung dieses Sportes durch Frauen, und als er 1974 eine erste Landesmeisterschaft organisierte, gehörten die Spielerinnen aus Caluire-et-Cuire zu den 16 Vereinen, die sich für die Endrunde qualifizieren konnten.
Bis Anfang der 1990er Jahre zählte der Sporting Club zur Elite des französischen Frauenfußballs, obwohl er ab den frühen 1980ern mit einem zunehmend stärker und erfolgreicher aufspielenden Lokalrivalen, dem benachbarten FC Lyon, konkurrieren musste. Ab der zur Saison 1992/93 erfolgten Einführung einer einheitlichen, landesweiten Liga, dem Championnat National 1 A, entwickelte Caluire sich zu einer „Fahrstuhlfrauschaft“ zwischen erster und zweiter Division, und mit der zunehmenden Professionalisierung des Frauenfußballs in Frankreich (Legalisierung der Bezahlung von Spielerinnen und Neuordnung des Ligasystems mit Einführung der Division 1 Féminine ab 2002) spielte der Verein nur mehr regional eine Rolle.
2011 trennte sich die Frauenabteilung vom SC Caluire Saint-Clair. Aktuell spielen die Frauen unter dem Namen Caluire Football Féminin 1968 in der drittklassigen Division d’Honneur der Region Rhône-Alpes. Ihre Klubfarben sind Grün und Schwarz, die Ligaelf tritt im Stadion Terre des Lièvres von Caluire-et-Cuire an.

## Ligazugehörigkeit und Erfolge
Erstklassig war der SC Caluire Saint-Clair von 1974 bis 1992 – mit zwei Ausnahmen in den Spielzeiten 1975/76 und 1979/80 – sowie 1995–1997, 1998–2000 und bisher letztmals in der Saison 2001/02 vertreten.
Solange die französische Meisterschaft in einer Endrunde entschieden wurde, erreichten die Fußballerinnen wiederholt das Viertelfinale; dreimal (1976/77, 1977/78 und 1981/82) standen sie sogar im Halbfinale, und dabei gelang ihnen im Sommer 1977, in dem sie das Endspiel bestritten, ihr größter Erfolg. In allen drei vorgenannten Spielzeiten verhinderte allerdings die seinerzeitige französische „Übermannschaft“ von Stade Reims, dass der SCCSC sich auch mit einem Meistertitel schmücken konnte. So blieb es für den Verein, der gleichwohl zu den Pionieren des Frauenfußballs in Frankreich zählt, bei zwei Zweitligameisterschaften (1995 und 1998).

## Bekannte ehemalige Spielerinnen
| - Annie Bataille - Andrée Benaddi - Arlette Bihler - Dominique Dewulf - Astrid Lagrevol | - Josiane Marichal - Patricia Mousel - Pauline Peyraud-Magnin (als Jugendliche) - Peggy Provost - Sophie Sillère | - Sandrine Soubeyrand - Martine Thivolle - Marie-Christine Tschopp - Marie-Christine Umdenstock - Michèle Wolf |